# Wakefieldita-(Ce)
La wakefieldita-(Ce) és un mineral de la classe dels fosfats, que pertany al grup de la xenotima.

## Característiques
La wakefieldita-(Ce) és un fosfat de fórmula química Ce(VO₄). Cristal·litza en el sistema tetragonal. És l'anàleg amb ceri de la wakefieldita-(Y), la wakefieldita-(La) i la wakefieldita-(Nd). Una solució sòlida que implica les espècies amb ceri i itri ha sigut descoberta recentment, juntament amb xenotima-(Y) rica en arsènic, com a probable mineral secundari en fusta Agathoxylon silicificada.
Segons la classificació de Nickel-Strunz, la wakefieldita-(Ce) pertany a «08.A - Fosfats, etc. sense anions addicionals, sense H₂O, només amb cations de mida gran» juntament amb els següents minerals: nahpoïta, monetita, weilita, švenekita, archerita, bifosfamita, fosfamita, buchwaldita, schultenita, chernovita-(Y), dreyerita, wakefieldita-(Y), xenotima-(Y), pretulita, xenotima-(Yb), wakefieldita-(La), wakefieldita-(Nd), pucherita, ximengita, gasparita-(Ce), monacita-(Ce), monacita-(La), monacita-(Nd), rooseveltita, cheralita, monacita-(Sm), tetrarooseveltita, chursinita i clinobisvanita.

## Formació i jaciments
Va ser descoberta a la Pegmatita Kobokobo, al territori de Mwenga, al Kivu Sud (República Democràtica del Congo). També ha estat descrita en altres indrets del Canadà, Austràlia, la República Txeca, Alemanya i el Marroc.